# Серхі Гомес
Серхі Гомес Сола (ісп. Sergi Gómez Solà, нар. 28 березня 1992, Ареньш-да-Мар, Іспанія) — іспанський футболіст, захисник клубу «Еспаньйол».

## Ігрова кар'єра

### Клубна
У віці 14 років вступив до юнацької футбольної академії Барселони. З 2010 грав за другу команду каталонців. З 2014 року є гравцем «Сельти».
В липні 2018 року Гомес приєднався до «Севільї», з якою підписав контракт на чотири роки.
Влітку 2021 року захисник перейшов до «Еспаньйола», який підвищився в класі. Контракт з клубом було укладено на три роки.

### Збірна
З 2008 по 2014 роки серхі Гомес виступав за юнацькі та молодіжну збірну Іспанії. Пізніше він провів два матчі в складі збірної Каталонії.

## Титули і досягнення
- Володар Суперкубка Іспанії (1):

«Барселона»: 2010
- Чемпіон Європи (U-19) (1):

Іспанія (U-19): 2011
- Володар Кубка УЄФА/Ліги Європи (1):

«Севілья»: 2019-20